# House (glasbena zvrst)
House je glasbena zvrst elektronske plesne glasbe.
Zvrst je nastala v Chicagu okoli leta 1977. Je najpočasnejša zvrst elektronske plesne glasbe. Točno se sicer ne ve od kod houseu ime, a ena izmed najbolj verjetnih teorij je, da je dobil ime po klubu Warehouse v Chicagu. Nanj so močno vplivali funk, soul in disco. Za house je značilen (podobno kot za techno in trance) enakomeren 4/4 ritem, ki ga poudarja kick boben. House pogosto vsebuje vokale, podobne tistim iz soula in disca. Zvok housea izmed vseh zvrsti elektronske plesne glasbe zveni najbolj »človeško«, v nasprotjo z ostalimi, ki večinoma zvenijo sintetizirano. Zelo pomemben element housea je značilen groove, ki ga ustvarjajo ritmični elementi in bi naj pripravil ljudi do plesa.

## Podzvrsti
- acid house
- Chicago house
- deep house
- disco house
- electro house
- garage
- hip house
- microhouse
- progressive house
- tech house
- tribal house